# 光叶蔷薇
光叶蔷薇（学名：Rosa wichurana）为蔷薇科蔷薇属下的一个种。

## 扩展阅读
維基物種上的相關：光叶蔷薇